# Polhograjska graščina
Polhograjska graščina je dvorec v občini Dobrova – Polhov Gradec. Zemljišče obsega graščino, obzidani park pred njo, Neptunov vodnjak in stolp z uro.

## Zgodovina graščine
Prvi grad je bil zgrajen na vzpetini nad cerkvijo po imenu Stari grad ali Kalvarija. Tega je poškodoval močan potres leta 1511 in kasneje kmetje v kmečkem uporu leta 1514. Po tem starega gradu niso več obnavljali. 
Temelji današnje polhograjske graščine segajo že v čas 13. in 14. stoletja, ko je na tem mestu stal stolpast dvor. Po potresu, ki je porušil stari grad na Kalvariji, so lastniki obnovili današnjo polhograjsko graščino ter jo povečali in utrdili pred Turki. Ko jo je konec 16. stoletja kupil baron Jurij Khisl, je graščina dobila novo podobo v renesančnem stilu. 
Leta 1658 je njen lastnik postal Mark Anton Kunstl (pl. Baumgarten), ki je potem opustil svoj dotedanji priimek in grb ter prevzel stari grb izumrle rodbine baronov Polhograjskih. V njegovem času se je polhograjska rodbina razcvetela, saj je bil baron Kunstl ljubitelj umetnosti in razkošja. Dokončno je izoblikoval park pred graščino, uredil notranjost gradu postavil Neptunov vodnjak, ter po predlogu vrtnega stolpa na gradu Raka sezidal še angleški stolp z uro. 
Zadnji potomec Polhograjske rodbine je graščino zapustil svojim petim hčerkam. Ena od njih, Antonija, se je poročila z bogatim grofom Rihardom Ursinijem Blagajem. V njegovem času je graščina postala središče naprednih razsvetljenskih idej. Grof Blagaj je bil ljubitelj botanike, zato je bil grajski park poln vrtnic.

## Graščina danes
Danes je graščina zelo dobro ohranjena. Leta 2008 je njeno upravljanje prevzel Tehniški muzej Slovenije, ki je v njenih prostorih uredil Muzej pošte in telekomunikacij. Obiskovalci v muzeju lahko poslušajo melodije poštnega roga, telefonirajo s pomočjo ročne in koračne telefonske centrale ter preizkusijo znanje Morsejeve abecede. V graščini je tudi Krajevni muzej. Polhograjska graščina omogoča poroke v poročni dvorani ali paviljonu v grajskem parku. 

V grajskem parku stoji hiša, kjer so perice včasih prale perilo. V poslopju, ki je danes obnovljeno, pa so predstavljeni predmeti, ki so jih nekoč uporabljali v vsakdanjem življenju na podeželju. Razstavljeni so predmeti iz tekstilne, kmetijske in gozdarske zbirke Tehniškega muzeja Slovenije.
Poleg pralnice sta danes ohranjeni tudi služabniška hiša (oz. pristava) in lipa, ki stoji v grajskem parku. Lipo so najverjetneje posadili v 17. stoletju ali v začetku 18. stoletja.

### Neptunov vodnjak
Neptunov vodnjak je postavil baron Mark Anton Kunstl v drugi polovici 17. stoletja. Sestavljen je iz kamnitih obodnih plošč s štirimi stebri na vsakem vogalu, na katerih stojijo štiri Neptunove nimfe. V sredini vodnjak je nekoliko višji kip Neptuna, kateremu se okrog nog ovija mitološko morsko bitje. O njem je večkrat pisal tudi Janez Vajkard Valvasor.